# 橋本修 (実業家)
橋本 修（はしもと おさむ、1963年10月19日 - ）は、日本の実業家。三井化学代表取締役社長最高経営責任者。

## 人物・経歴
東京都出身。1987年北海道大学法学部卒業、三井石油化学工業入社。2012年三井化学機能化学品事業本部企画管理部長。2014年三井化学理事・経営企画部長。2015年三井化学執行役員・経営企画部長。2017年三井化学常務執行役員・ヘルスケア事業本部長兼新ヘルスケア事業開発室長。2018年三井化学取締役常務執行役員・ヘルスケア事業本部長。2019年三井化学取締役専務執行役員・ヘルスケア事業本部長。2020年三井化学代表取締役社長執行役員業務執行全般統括（CEO）。50代での社長就任は、同社の歴代初となった。
社長就任後は、高機能材料への注力を進めると予想された。